# 托萊多 (西班牙)
托萊多（西班牙語：[toˈleðo]），又稱托利多，是西班牙中部的一个自治市，位于马德里西南约70公里。托莱多是托莱多省的首府，也是其所在的卡斯蒂利亚-拉曼恰自治区的首府。该市2017年人口83741人。
托莱多始於羅馬時期，在腓力二世前為卡斯蒂利亞王國（後西班牙王國）首都。它因其保存完好的基督教、伊斯兰教和犹太教建筑而在1986年被评为世界文化遺產，有哥德式、摩爾式、巴洛克式和新古典式各類教堂、寺院、修道院、王宮、城牆、博物館等古建築70多處。
目前，该市大多人口从事服务业，当地有制作剑的传统。一条先进的铁路线（Renfe Avant）在33分钟内连接托莱多和马德里。它有各种卫生基础设施，包括国家截瘫医院（Hospital Nacional de Parapléjicos），还有步兵学院。

## 名称
Toletum出现的第一个书面消息来源是罗马历史学家蒂托·李维的作品，根据该作品，Toletum起源于Tollitum，然后转化为Tollitu、Tollito、Tolleto、Tolledo最终变成Toledo（托莱多）。它的意思是“举起来”。马丁·加莱戈（Martin Gallego）收集了“形成河流的两次转弯”的含义。
12世纪的作家阿布-阿布丁 阿尔-阿尤比认为，阿拉伯名字طليطلة（tulaytulah）的意思是“快乐的”，但没有给出更多解释。这座城市收到的不同历史名称是：拉丁语Toletum；阿拉伯语طليطلة（tulaytulah），犹太西班牙语טולדות（Toldoth），和莫扎拉布语Tolétho。
美国俄亥俄州、伊利诺伊州、俄勒冈州、爱荷华州和华盛顿州的五个城市以托莱多的名字命名；另有7个来自加拿大、伯利兹、巴西、葡萄牙、哥伦比亚、菲律宾和乌拉圭，另外4个位于西班牙韦斯卡、奥伦塞、阿斯图里亚斯和特内里费省。
托莱多的绰号之一，即“三种文化之城”，与基督徒、犹太人和穆斯林居民在该镇共存的过去有关，被描述为“浮夸”，主要归因于“政治家和旅游经营者”，并强调在这种和平宗教共存的神话背后，会有宗教压迫的现实。

## 纹章
托莱多的纹章据称是由卡洛斯一世授予的。纹章由带着盾徽的黑色的帝国双头鹰组成。盾徽是卡斯蒂利亚-莱昂的纹章，下面有石榴图案。盾徽被金羊毛勋章垂饰所环绕。双头鹰的两侧是坐在宝座上的国王，手里拿着象征着权力的宝剑和权杖。

## 歷史

### 史前和古代时期

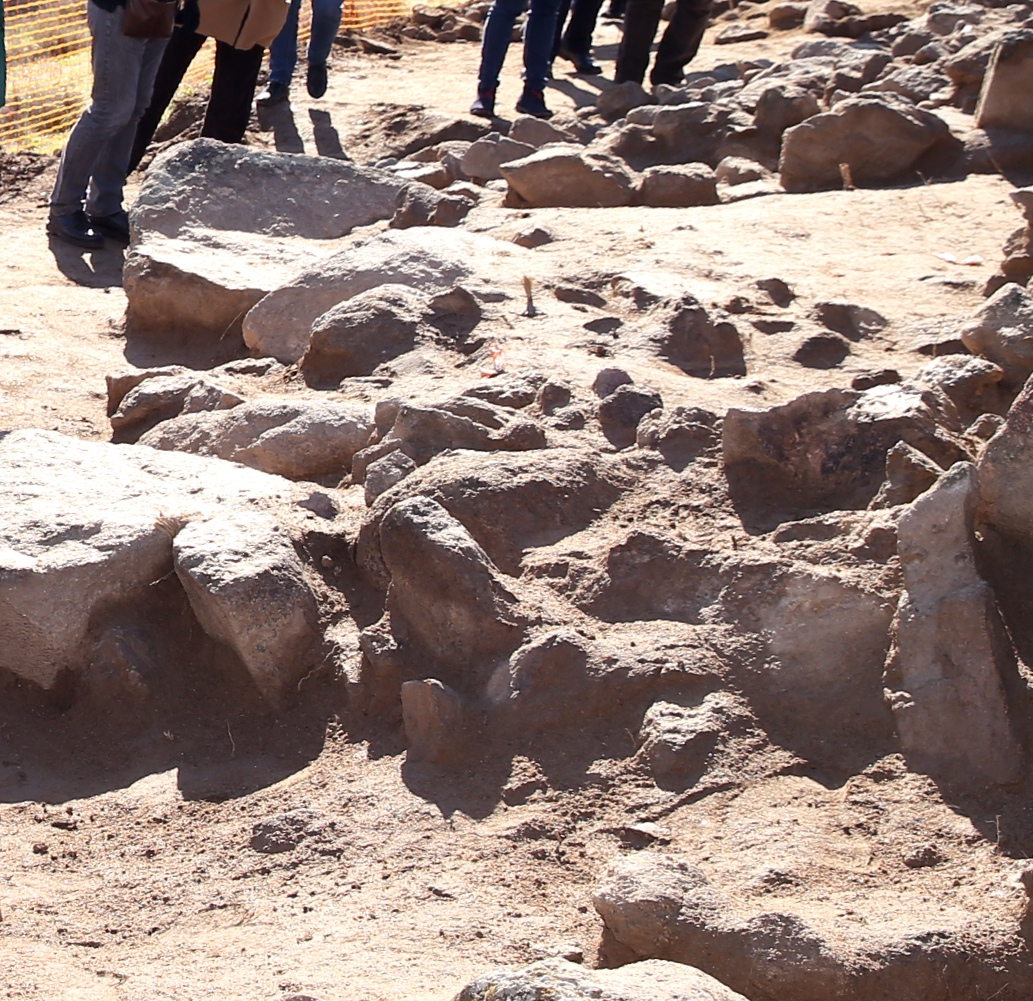
Cerro del Bu遗址

托莱多市已知的最早固定定居点是一系列丘堡，后来建立了卡佩塔纳城，这是卡佩塔尼人最重要的中心之一。该地区最早已知的定居点之一是位于塔霍河左岸的Cerro del Bu，这是一个有几个重叠阶段的遗址，其中一个阶段可以追溯到青铜时代。
公元前193年，经过顽强的抵抗后，马可·富尔维奥·诺比利奥尔征服了这座城市。罗马人重建了它，并将其命名为卡佩塔尼亚省的托莱图姆（Toletum）。这座城市发展了一个重要的钢铁工业，它铸造了硬币。正如许多罗马别墅遗迹所证明的那样，这座城市定居的地区经历了深刻的罗马化进程，特别是在塔霍河沿岸。

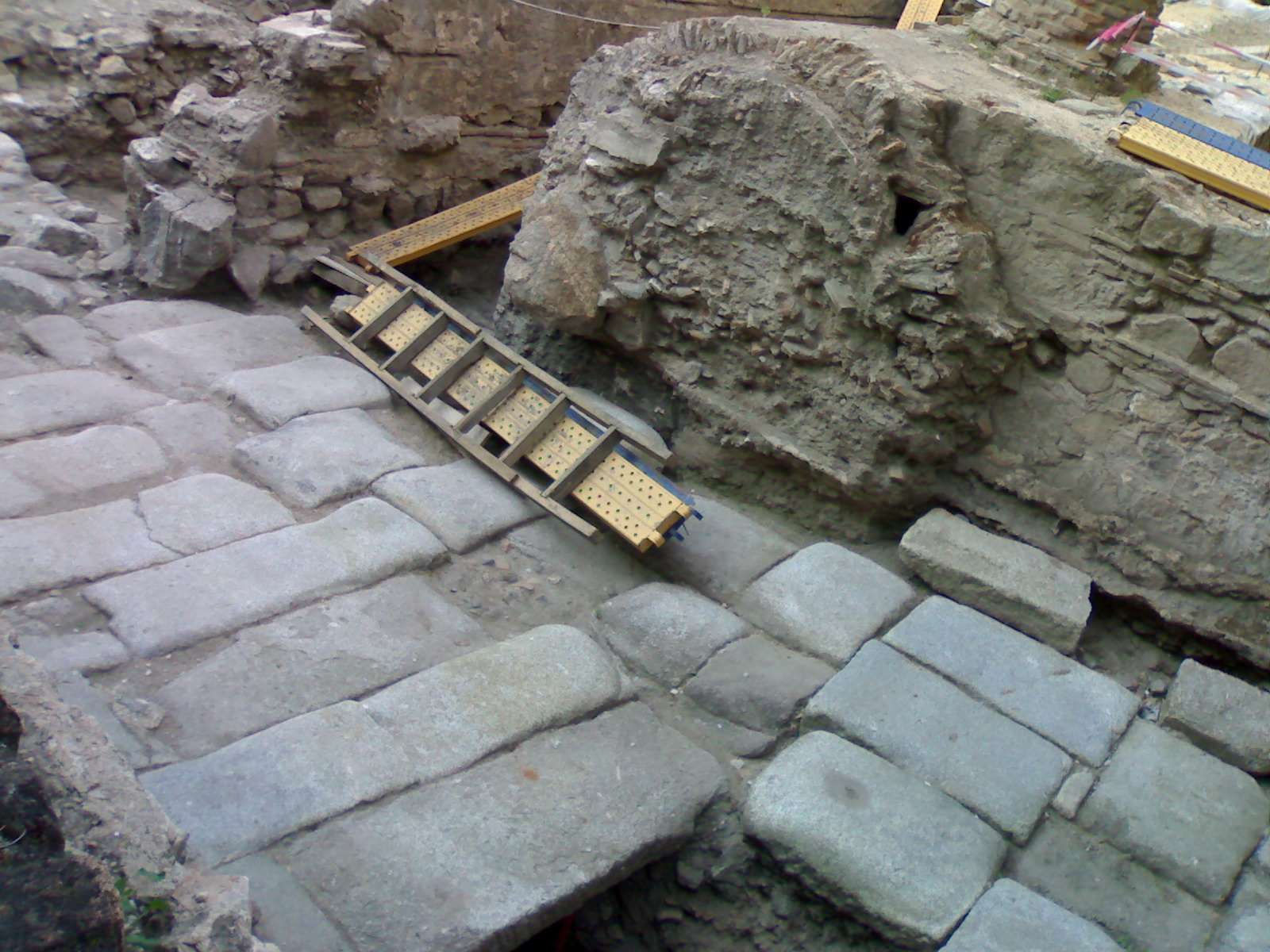
光辉基督清真寺附近的罗马遗迹

罗马人在托莱达纳地区留下了许多遗迹，例如一条令人印象深刻的渡槽，只有塔霍河两侧的基座被保留下来，一条罗马道路，其中一部分可以在河左岸的山坡上看到，还有一个圆场（可容纳约13000-15000名观众），位于一个公共公园内，部分被挖掘出来。还有许多其他遗迹，尽管在许多情况下被认为遗失，但很可能在城市的地下，如剧院（位于圆场附近的场地上，目前是一所学校）、圆形剧场（在科瓦丘埃拉斯区下方）、重要的水利工程基础设施（如通往光辉基督清真寺的大门旁边的遗迹），许多堤道（例如最近在上述清真寺花园下方约7米处发现的堤道），以及温泉、拦河堰和别墅。
必须强调的是，这些历史建筑中大多数都被拆除了，垫石被用来建造其他建筑和城市周围的城墙，所以托莱多最大的考古财富可能还被埋在地下。

### 中世纪

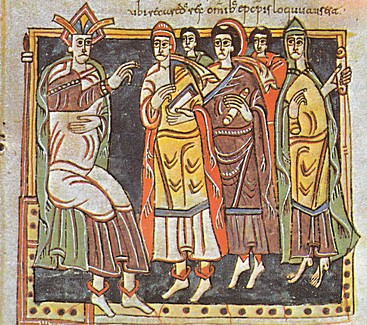
托莱多第三教会（589年）

在日耳曼的第一次入侵之后，旧城墙被重建，目标是防御。尽管如此，在411年，这座城市还是被阿兰人征服了，这要归功于他们的精湛马术和战争艺术，但他们又在418年被西哥特人击败。在击败了他的对手阿吉拉一世后，阿塔纳吉尔德在这座城市建立了自己的法院，然后与利奥维吉尔德一起成为托莱多西哥特王国的首都和主教区，从而获得了巨大的世俗和宗教意义（正如托莱多教会所证明的那样），城市达到10000名居民（使其成为当时最大的西班牙城市之一）。在托莱多附近的瓜达穆尔，发现了瓜拉萨尔的宝藏，这是西哥特国王的一套特殊的王冠。
711年，它被塔里克·伊本·齐亚德征服，置于穆斯林统治之下。占领这座城市是通过投降毫不困难地进行的，大部分人口已经逃离。阿拉伯人称其为图拉伊图拉（阿拉伯语为طليطلة）。
大量莫扎拉布人的占主导地位立即使其成为科尔多瓦持续关注的焦点。797年，在哈克木一世统治期间，爆发了一场反对科尔多瓦的起义。根据某些编年史-因为关于这一事件有不同的版本-埃米尔会派改信者阿姆鲁斯·本·优素福征服这座城市。阿姆鲁斯通过所谓的“护城河日”屠杀了当地的改信者：在州长官邸的一次宴会上，邀请该市的主要改信者吃饭，据报道，这些人在进入后即被谋杀，他们的尸体被扔进沟里。通过这种方式，埃米尔设法征服了托莱多人一段时间。然而，在811年和829年埃米尔去世后再次叛乱。
最后，阿卜杜拉赫曼三世在围困两年后，于932年7月镇压了托莱多的地方叛乱，将其交给了科尔多瓦哈里发。11世纪哈里发国解体后，托莱多成为一个重要的泰法王国，但泰法不得不向卡斯蒂利亚国王支付贱民费用，以维持其独立。

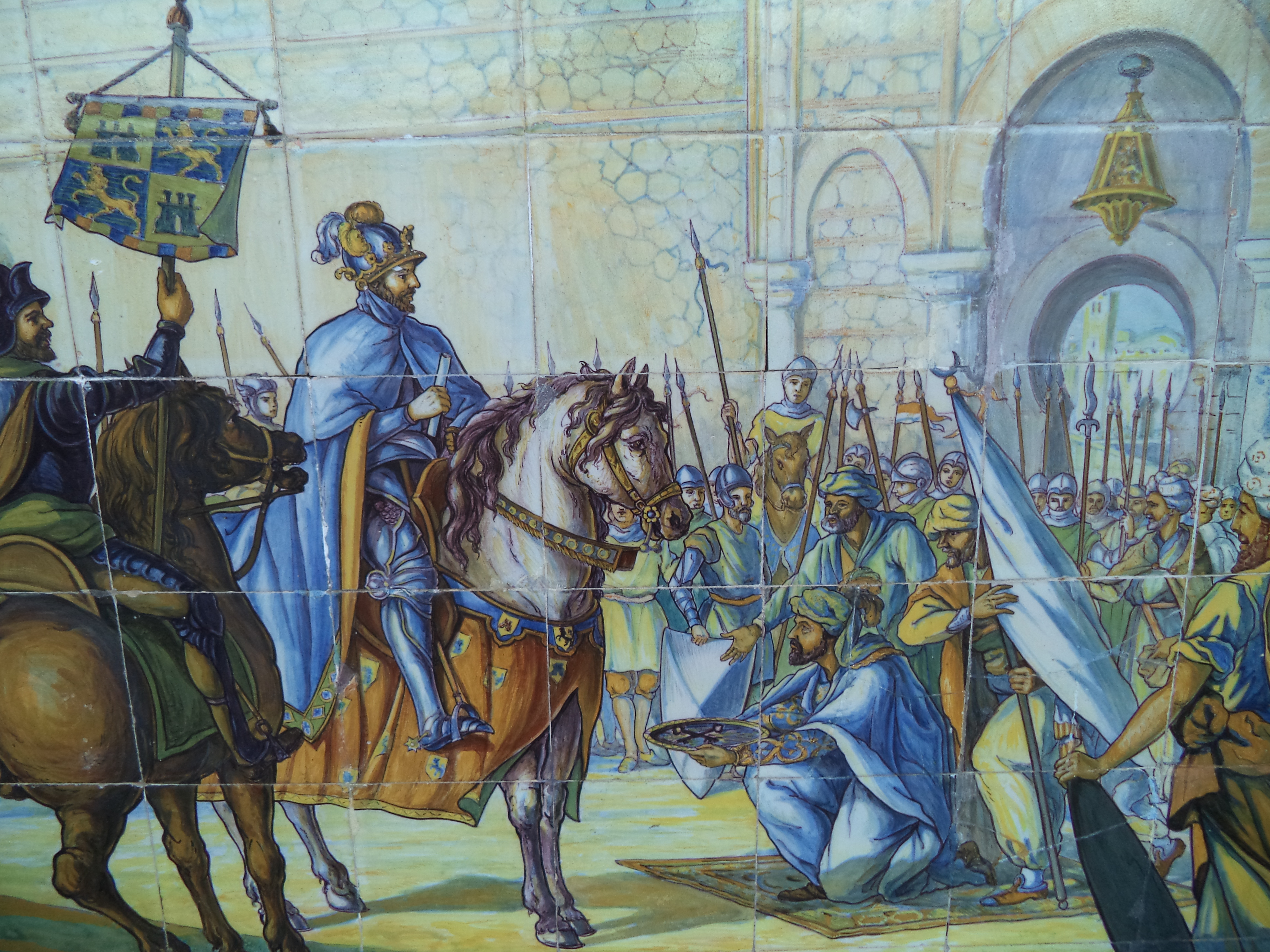
阿方索六世进入托莱多（1085年）

经过多年的围困，这座城市后来被征服，并于1085年5月6日投降。几天后，也就是5月25日，阿方索六世在与统治她的泰法国王达成协议后进入托莱多。通过投降协议，莱昂国王征服了王国，并保证穆斯林居民的人身和财产安全。国王将自己的领地授予了每个现有的少数民族：莫扎拉布人（托莱多是一个重要的莫扎拉布中心，有自己的礼拜仪式，摩尔阿拉伯礼仍然保留）、穆斯林和犹太人，后来由阿方索七世在1118年的领地中重新统一。在这座城市投降后，托莱多经历了一段最辉煌的时期，具有巨大的文化、社会和政治强度。托莱多翻译院在12世纪和13世纪蓬勃发展，以及许多民间和宗教艺术作品，这些作品在这座城市留下了重要的印记。
投降后，犹太和穆斯林社区的宗教习俗得到容忍，但这种宽容态度并没有持续多久。基督徒在大清真寺上建造了新的大教堂，而大清真寺曾经矗立在旧西哥特大教堂上。
1162年，在经历卡斯蒂利亚阿方索八世的少数民族动荡时期后，莱昂国王费尔南多二世征服了这座城市。莱昂国王任命费尔南多·罗德里格斯·德·卡斯特罗·“埃尔·卡斯泰亚诺”为该市的市长。托莱多市一直由莱昂人控制，直到1166年被西班牙人收复。
在卡斯蒂利亚内战期间，托莱多支持佩德罗一世，在长期围困后，于1369年1月被占领。在整个中世纪，这座城市一直在发展：14世纪，它获得了博览会特权，15世纪，它成为西班牙主要的呢绒生产商之一，这是铸造硬币、制造武器和总部产业等现有活动的补充。1492年，犹太人被驱逐，天主教双王改革了这座城市。天主教徒伊莎贝尔在那里的圣若望皇家修道院建造了她想要的坟墓，但最终与丈夫一起被埋葬在格拉纳达主教座堂。卡洛斯一世将托莱多变成了一个帝国城市和法院所在地。

### 近代
天主教国王城市化并扩大了这座城市，1502年，托莱多大教堂宣布胡安娜和美男子费利佩为卡斯蒂利亚王室的继承人。卡斯蒂利亚贵族，特别是阿尔瓦雷斯·德·托莱多家族，积极参与了欧洲第一个现代国家的统一，他们的权力在地区权力的保护下有所增加。天主教徒伊莎贝尔下令在托莱多建造圣若望皇家修道院，以纪念托罗战役，并与丈夫一起埋葬在那里，但在重新征服格拉纳达后，双王决定埋葬在后一座城市，他们的遗体今天在那里安息。

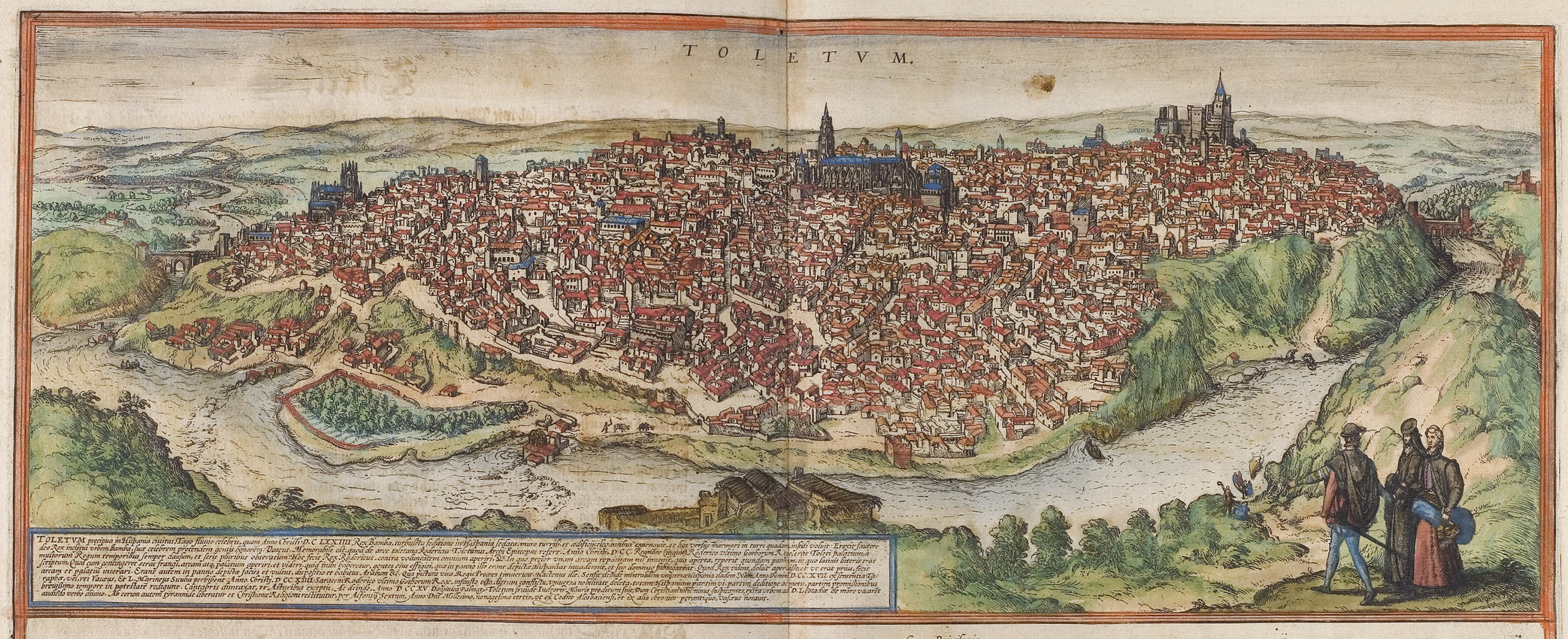
16世纪的托莱多

它是1520年加入公社起义的首批城市之一，有佩德罗·拉索·德拉维加和胡安·德·帕迪拉等公社领导人。在比拉拉尔战役中公社军失败后，由帕迪拉的遗孀玛丽亚·帕切科领导的托莱达诺公社是反对卡洛斯一世计划的最大抵抗力量，直到1522年投降。托莱多成为帝国法院的所在地之一，也是君主国中人口第四多的城市，有6万居民（1560年数据）。
后来，随着他的儿子费利佩二世于1561年作出将法院迁往马德里的决定，这座城市失去了大部分的政治和社会影响力。纺织工业的崩溃加剧了托莱多的衰落，尽管它仍然是教会权力的中心。1580年8月23日，卡萨罗开始了一场大流行病，影响了整个卡斯蒂利亚，并特别受到托莱多的指责，正如安东尼奥·德·维拉卡斯丁修士在他关于皇家圣洛伦佐基金会和圣赫罗尼莫骑士团修道院的回忆录中所说的那样：
|  | 没有医生来拜访，也没有克雷里戈来破坏圣礼，他们在整个西班牙埋葬了没有钟声的死者，在坟墓里，每个人都有7个和8个以上的钟声；在我们的奥博·伊格莱西亚斯夫人生日那天，我不相信她会做弥撒。在托莱多结束时，有一件事值得注意：在我们的夫人9月的这一天，我不想让一个可怜的克雷里戈做弥撒，我渴望做弥撒，使徒们是两个世俗而贫穷的人，因为整个教堂里面都没有教会的人。这是一种了不起的疾病，或者更确切地说是瘟疫。直到这年的八月中旬，他一直患有这种疾病，迪克索斯在所有大小城镇中死于三分之一的克桑特。迪克索斯首先在整个意大利、法国和佛兰德都有这种邪恶；最后是一场普遍的瘟疫。他的开始是感冒和第三次发烧。。。所有流血的人都死了。 |

这被认为是第一次流感大流行，尽管有些人认为这实际上是百日咳。这种流行病始于亚洲，从那里蔓延到欧洲和美洲。几乎整个欧洲都在六周内受到影响，据说只有20%的人口没有感染这种疾病。1586年格雷考（El Greco）作《奧爾加斯伯爵的葬禮》（Entierro del Conde de Orgaz）。

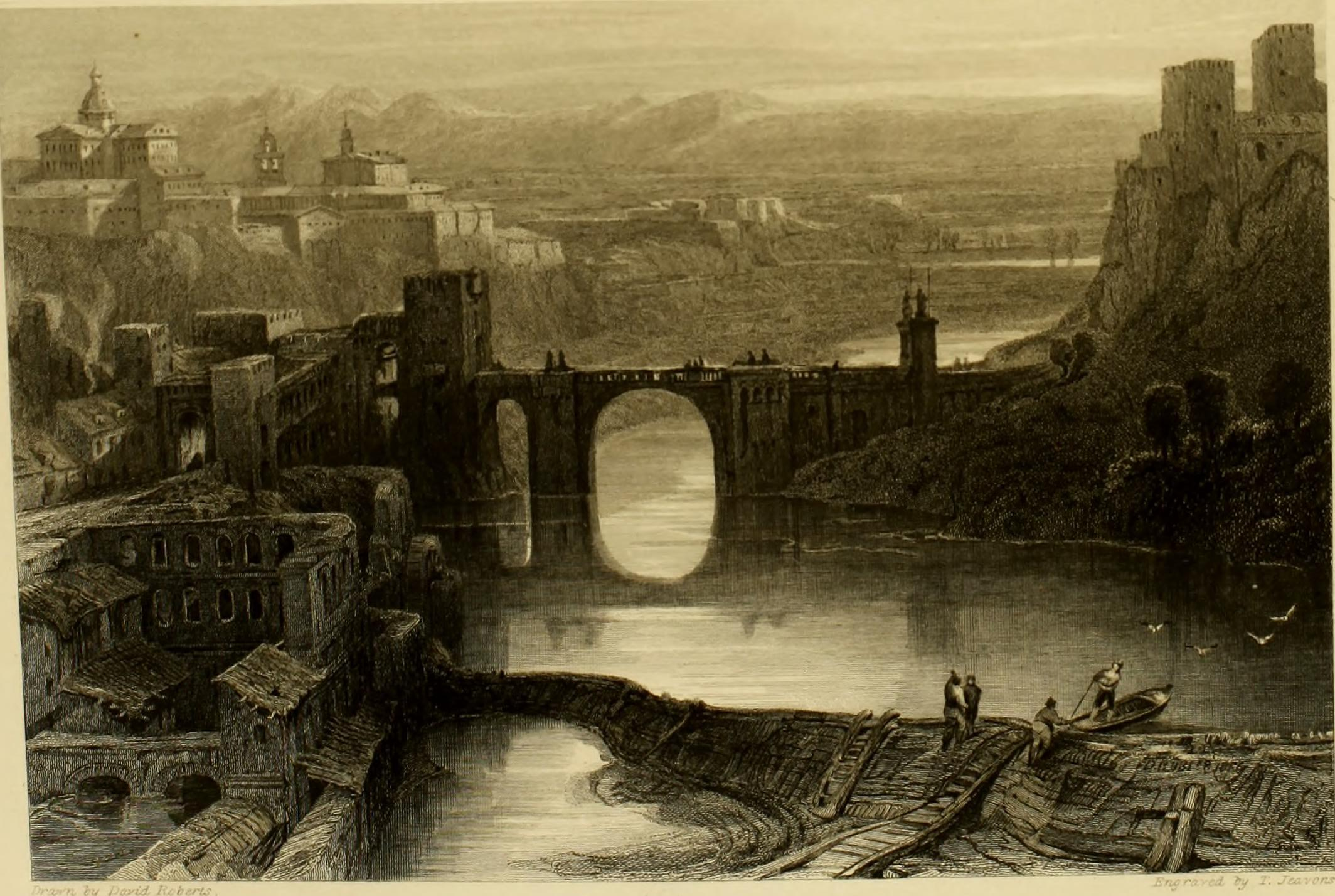
英国画家大卫·罗伯茨绘制的托莱多，18世纪上半叶

1748年，皇家商业和工厂公司的成立，作为受启蒙运动启发的波旁王朝更新的一部分，使这座城市短暂复兴，但在18世纪末，它再次被摧毁，沦为纯粹的行政职能。
1761年，根据国王卡洛斯三世的命令，在该市建立了皇家武器厂。

### 现代

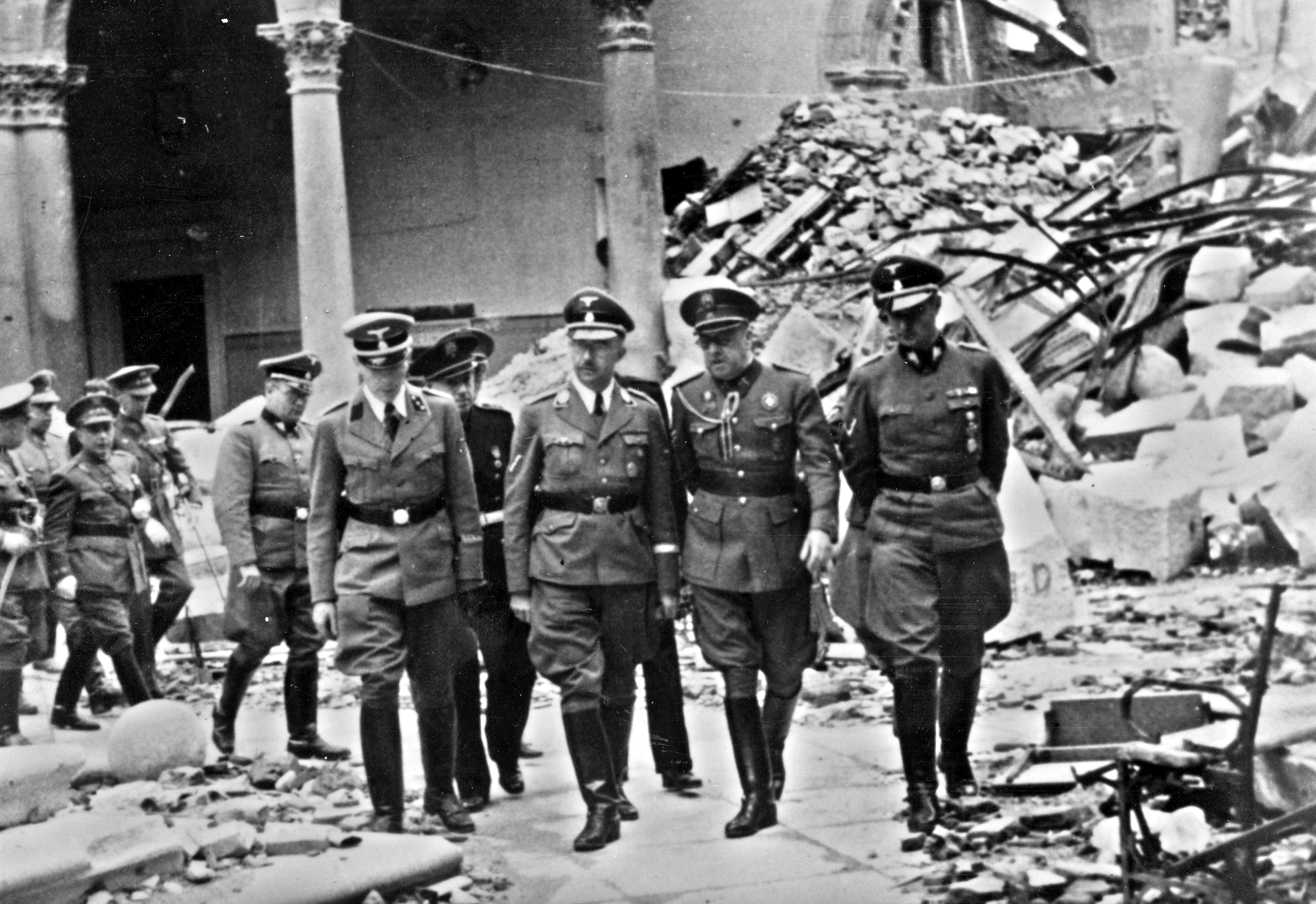
希姆莱在托莱多战役之后视察城堡残骸

西班牙内战开始后，这座城市仍留在共和国地区。然而，在步兵学院所在地托莱多城堡，一群忠于国民军的人（根据当时的极右翼报纸《城堡公报》，有1950人，包括军人、国民警卫队及其家人）在何塞·莫斯卡多上校的指挥下避难，莫斯卡多上校自1936年7月21日起一直抵抗政府，直到同年9月27日巴莱拉将军的援军抵达。佛朗哥宣传广泛共和军对城堡的围攻。托莱多城堡在围困中几乎完全被毁，后来完全重建。
双方支持者之间的镇压和暴力是战争和战后的标志。最初，在这座城市仍处于共和国统治之下，进行了民众枪决，公民因涉嫌“右翼”或属于天主教会而被处决（至少有100名教会成员死亡的记录）。在其中一次枪击中，大教堂的院长被杀，根据佛朗哥的历史传统，被困在城堡的上校的儿子路易斯·莫斯卡多也被杀。
1936年9月，人民法院在大主教府成立。法院的寿命很短，在他被转移到马德里之前只提出了四项调查。此外，该市的生活一直处于战争状态，托莱多城堡地区不断发生战斗和轰炸。轰炸的失误在该市造成了许多破坏，特别是在附近的苏克德贝尔广场。国民军占领这座城市后，镇压加剧。直到1936年12月，这座城市将生活在一个由普拉纳斯（Planas）指挥官的规定领导的极简主义中，面向所有参与镇压共和军的平民。

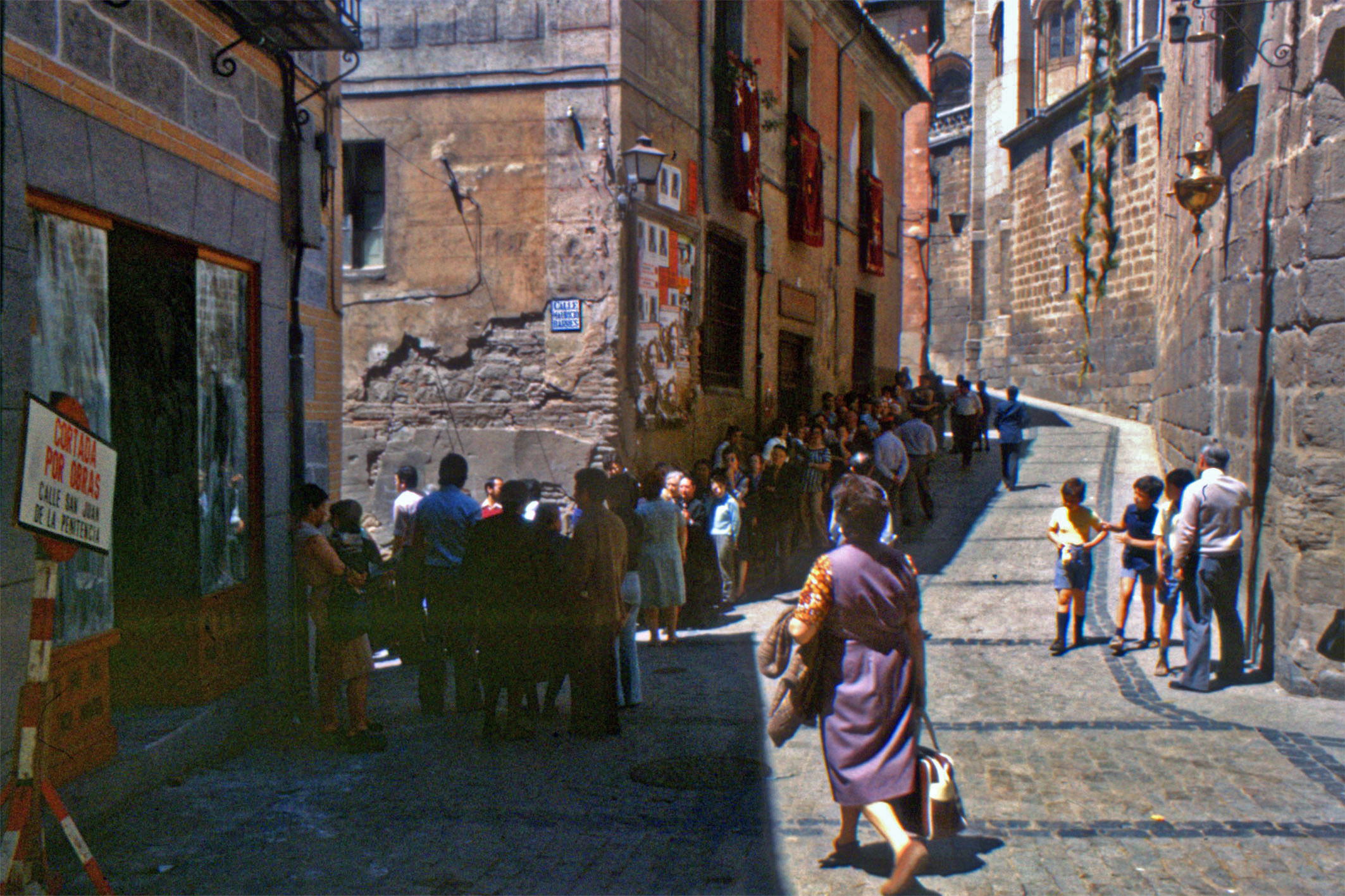
1977年西班牙议会选举中的托莱多民众，这是后佛朗哥时代的第一次大选

1983年12月7日，在地区议会投票后，该市被正式选举为卡斯蒂利亚-拉曼恰地区政府的所在地。在选举中，地区政府委托何塞·玛丽亚·巴雷达与民众、政治机构和文化协会进行协商。在议会选举中，托莱多的提案得到了27名议员（22名社会党和5名托莱多人民团体议员）的支持、以及3名反对者（昆卡人民）和12名弃权者。

## 气候
| 月份                     | 1月         | 2月         | 3月         | 4月         | 5月         | 6月          | 7月          | 8月          | 9月          | 10月        | 11月        | 12月        | 全年         |
| ------------------------ | ----------- | ----------- | ----------- | ----------- | ----------- | ------------ | ------------ | ------------ | ------------ | ----------- | ----------- | ----------- | ------------ |
| 历史最高温 °C（°F）      | 22.0 (71.6) | 23.8 (74.8) | 27.6 (81.7) | 31.6 (88.9) | 37.7 (99.9) | 42.0 (107.6) | 42.8 (109.0) | 43.1 (109.6) | 41.3 (106.3) | 33.2 (91.8) | 25.6 (78.1) | 22.2 (72.0) | 43.1 (109.6) |
| 平均高温 °C（°F）        | 11.5 (52.7) | 14.0 (57.2) | 18.1 (64.6) | 19.9 (67.8) | 24.2 (75.6) | 30.5 (86.9)  | 34.6 (94.3)  | 34.0 (93.2)  | 29.0 (84.2)  | 22.1 (71.8) | 15.6 (60.1) | 11.6 (52.9) | 22.1 (71.8)  |
| 日均气温 °C（°F）        | 6.4 (43.5)  | 8.3 (46.9)  | 11.6 (52.9) | 13.5 (56.3) | 17.6 (63.7) | 23.2 (73.8)  | 26.8 (80.2)  | 26.3 (79.3)  | 22.0 (71.6)  | 16.1 (61.0) | 10.5 (50.9) | 7.1 (44.8)  | 15.8 (60.4)  |
| 平均低温 °C（°F）        | 1.3 (34.3)  | 2.6 (36.7)  | 5.0 (41.0)  | 7.2 (45.0)  | 11.0 (51.8) | 15.9 (60.6)  | 18.9 (66.0)  | 18.6 (65.5)  | 14.9 (58.8)  | 10.2 (50.4) | 5.3 (41.5)  | 2.5 (36.5)  | 9.5 (49.1)   |
| 历史最低温 °C（°F）      | −9.6 (14.7) | −9.0 (15.8) | −5.8 (21.6) | −2.6 (27.3) | −0.3 (31.5) | 4.3 (39.7)   | 10.0 (50.0)  | 10.0 (50.0)  | 5.4 (41.7)   | 0.0 (32.0)  | −5.6 (21.9) | −8.0 (17.6) | −9.6 (14.7)  |
| 平均降水量 mm（）        | 26 (1.0)    | 25 (1.0)    | 23 (0.9)    | 39 (1.5)    | 44 (1.7)    | 24 (0.9)     | 7 (0.3)      | 9 (0.4)      | 18 (0.7)     | 48 (1.9)    | 39 (1.5)    | 41 (1.6)    | 342 (13.5)   |
| 平均降水天数（≥ 1.0 mm） | 5           | 5           | 4           | 6           | 6           | 3            | 1            | 2            | 3            | 7           | 6           | 6           | 54           |
| 平均相對濕度（％）       | 76          | 69          | 59          | 58          | 54          | 45           | 39           | 41           | 51           | 66          | 74          | 79          | 59           |
| 月均日照時數             | 151         | 172         | 228         | 249         | 286         | 337          | 382          | 351          | 260          | 210         | 157         | 126         | 2,922        |
| 来源：西班牙國家氣象局   |             |             |             |             |             |              |              |              |              |             |             |             |              |

## 著名景点

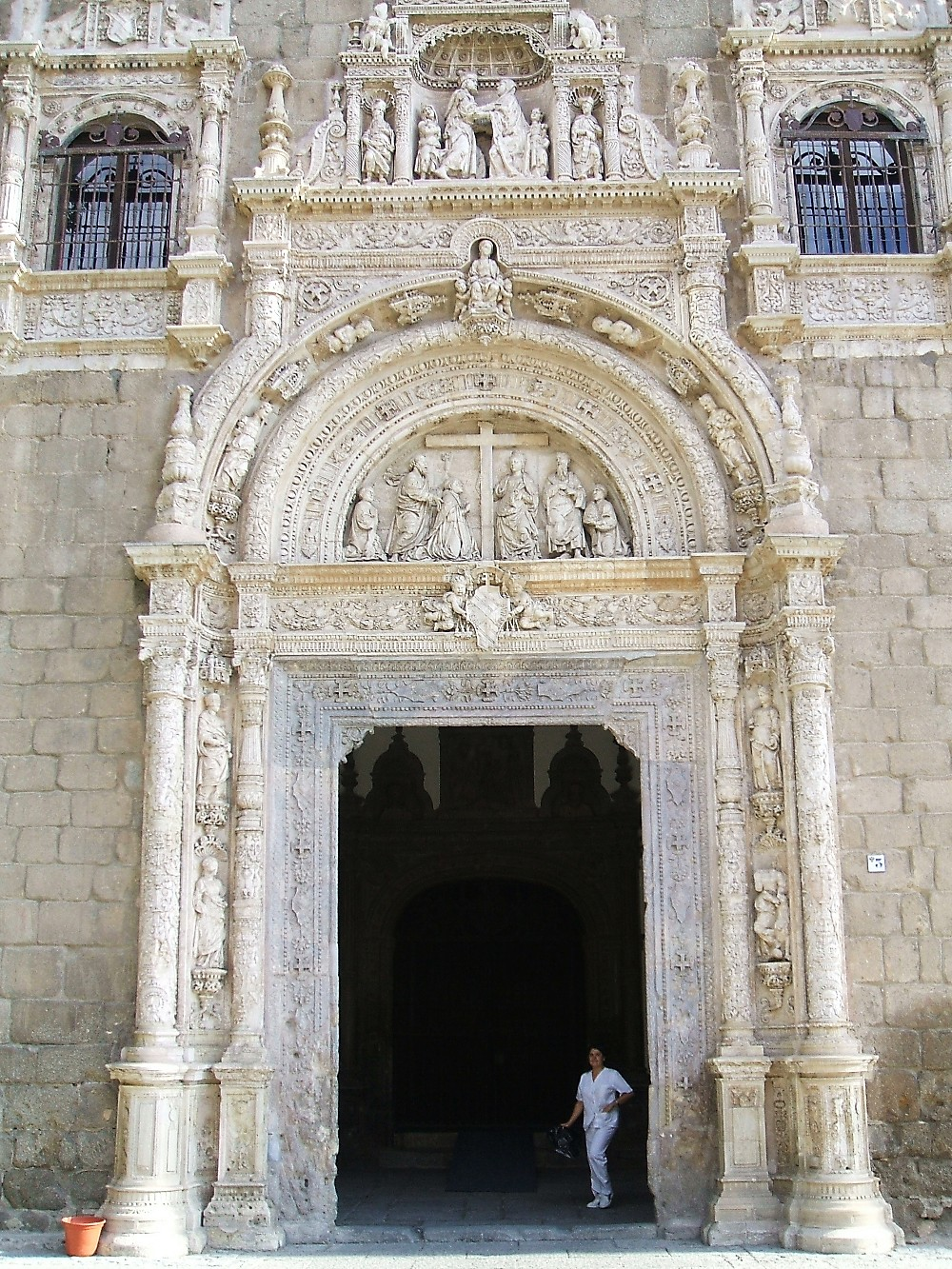
圣十字博物馆

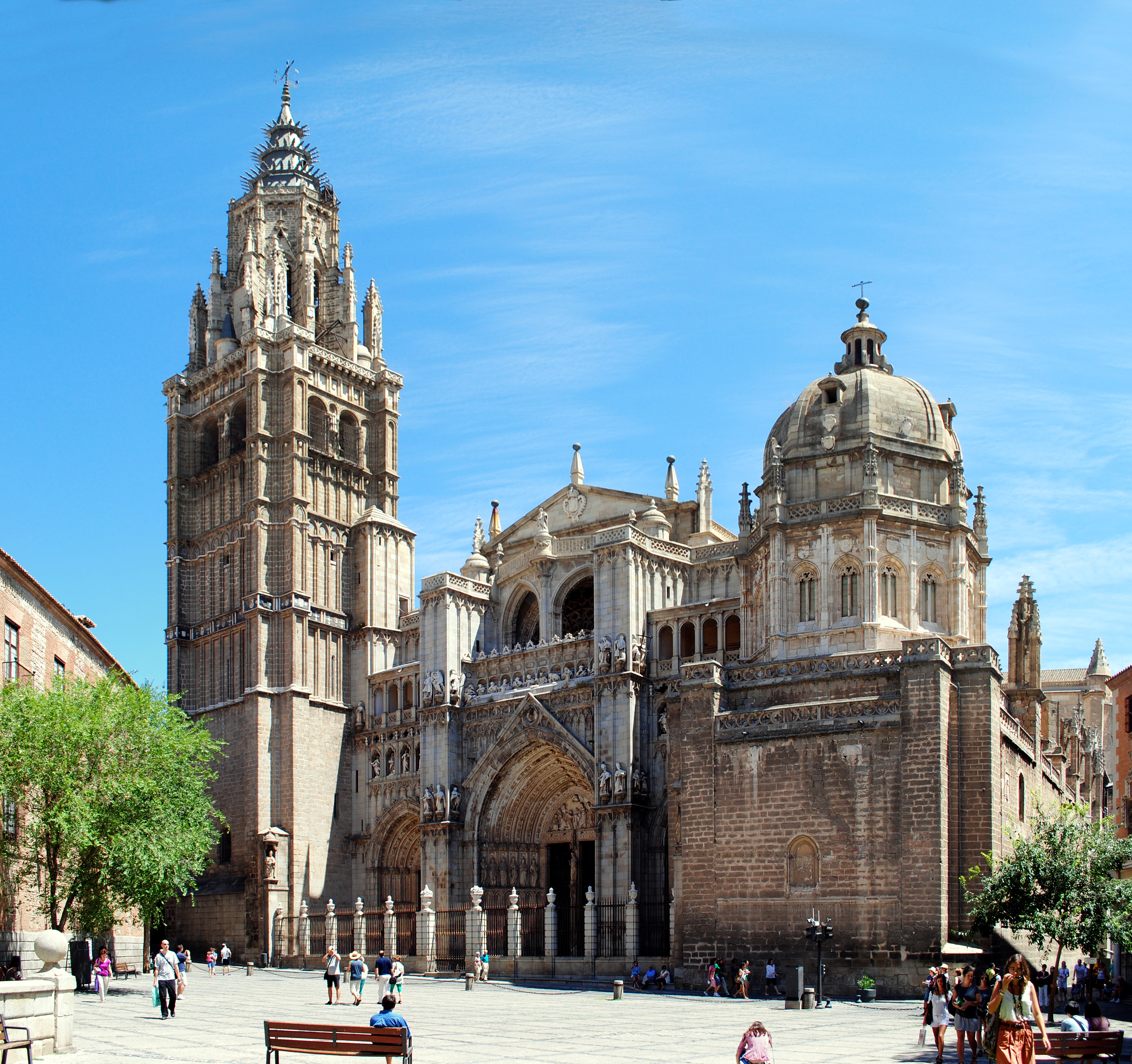
托莱多主教座堂

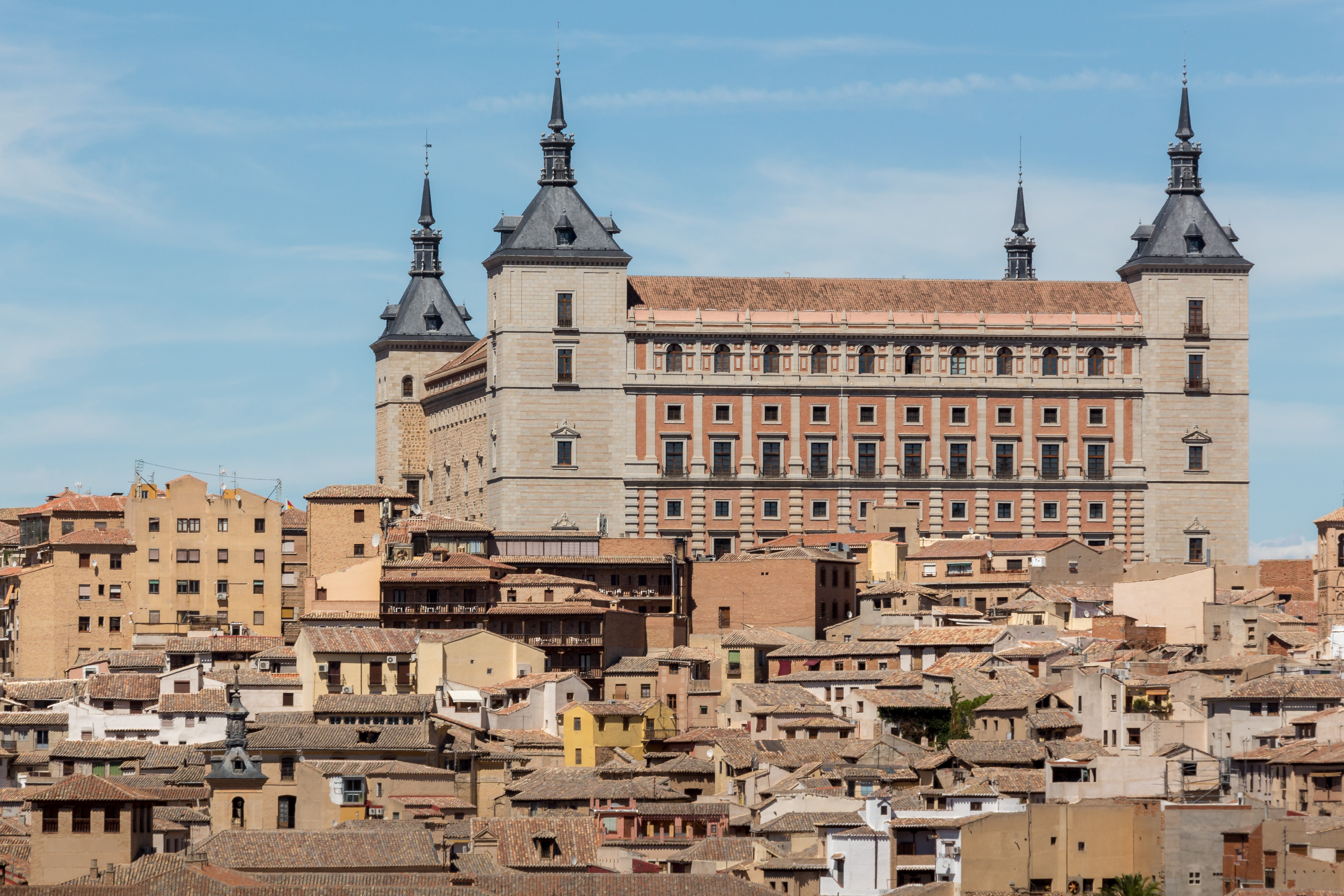
托莱多城堡

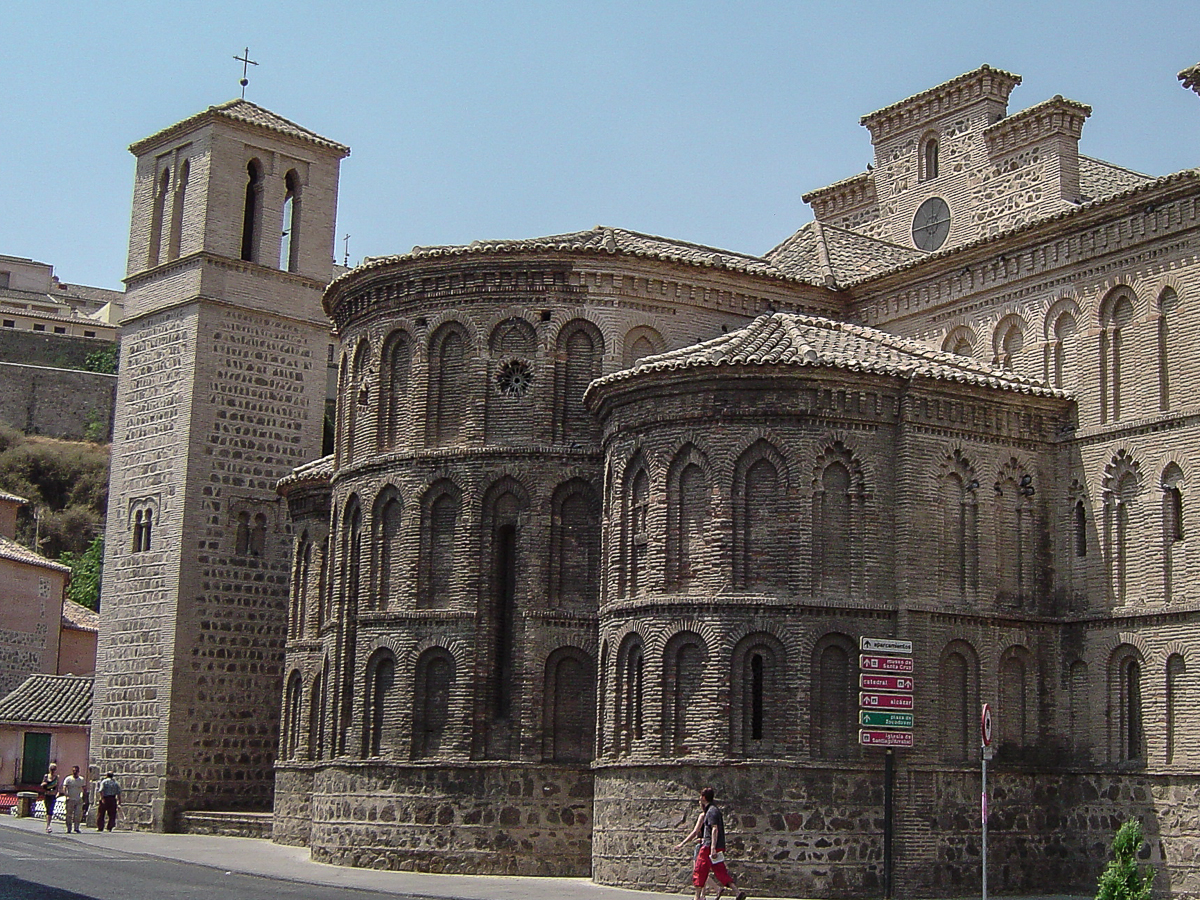
圣雅各伯堂

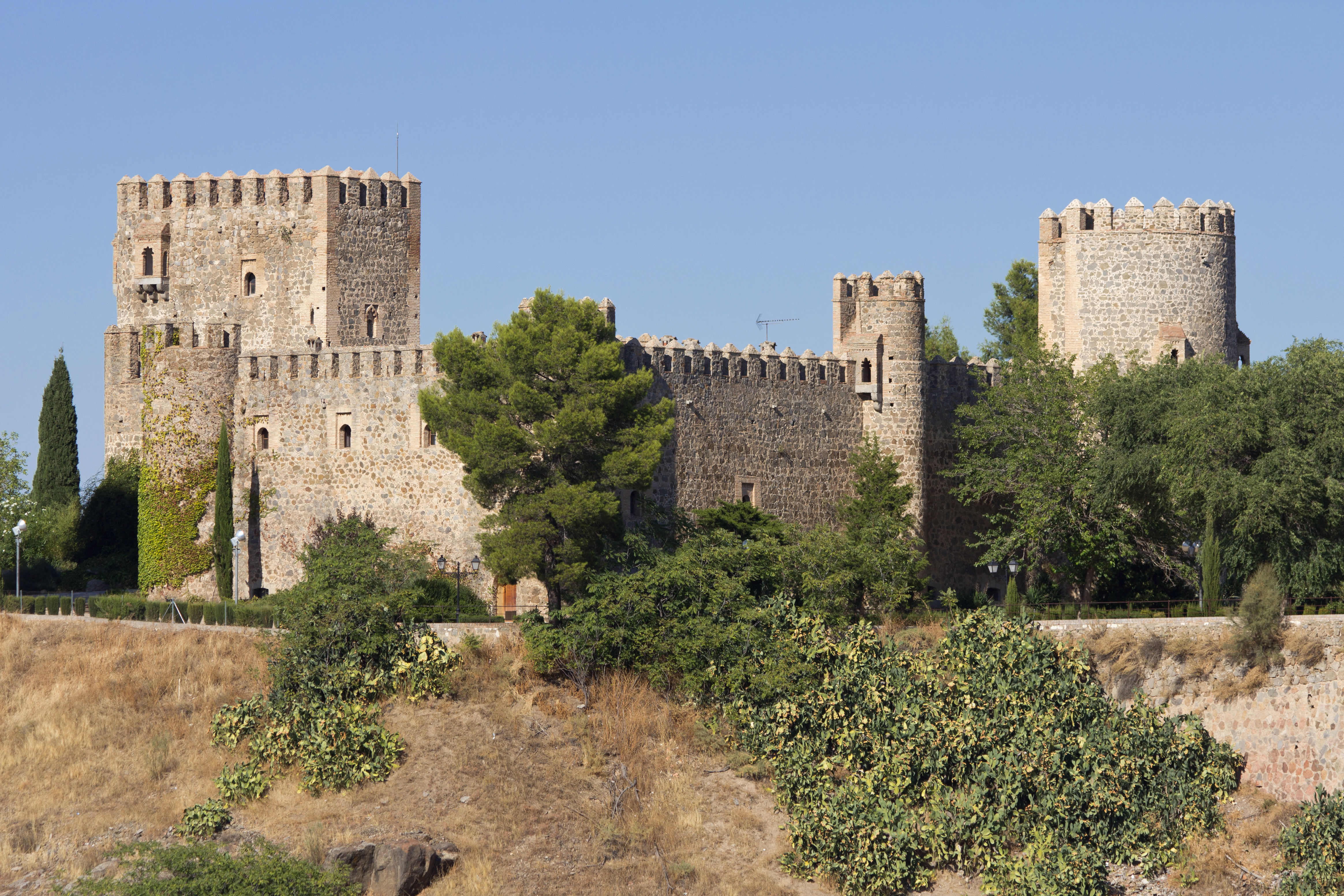
圣塞尔万多城堡，以前被圣殿骑士团占领

托莱多市于1940年被宣布为历史艺术遗址，1987年被联合国教科文组织列为世界遗产。景点包括：
- 始胎会（Conceptionists）创建者圣白亞特麗斯（Saint Beatrice）墓，在托莱多的始胎会修道院。
- 圣塞尔万多城堡（Castillo de San Servando），中世纪城堡，靠近塔古斯河岸边和步兵学院。
- 托莱多主教座堂，哥特式建筑，可追溯到13世纪。
- 圣若望皇家修道院（Monasterio de San Juan de los Reyes），伊莎贝拉哥特式风格(15世纪).
- 圣十字博物馆（Museo de Santa Cruz），建于16世纪。
- 格雷考博物馆（El Greco Museum），重建的已经消失数百年的艺术家故居，收藏了几幅重要的画作。
- 白色圣玛利亚教堂（Santa María la Blanca），欧洲现存最古老的犹太会堂建筑，现在是一座博物馆，属于天主教会拥有
- 圣母升天犹太会堂（Sinagoga del Tránsito），是托莱多原有的十座犹太教堂中仅存的两座之一，属于穆得哈尔风格。在犹太区。设有塞法迪犹太人博物馆。
- 莱尔玛公爵塔维拉医院博物馆（Hospital de Tavera Museum Duque de Lerma），文艺复兴风格，16世纪。影响了埃斯科里亚尔的布局。
- 圣雅各伯堂（Iglesia de Santiago del Arrabal），穆得哈尔风格。
- 圣多默堂（Iglesia de Santo Tomé）穆德哈尔风格，建于14世纪，拥有埃尔·格雷科著名的作品奥加兹伯爵墓（Burial of Count Orgaz）。
- 光辉基督清真寺（El Cristo de la Luz），小型宗教建筑，建于999年，摩尔时期该城10座清真寺中仅存的一座，改为天主教堂。
- 加利亚纳宫（Galiana Palace），建于13世纪，穆得哈尔风格。
- 托尔内利亚斯清真寺（Tornerías Mosque），建于11世纪。
- 托莱多城堡（Alcazar），建于16世纪，位于该市最高处，俯瞰全城。从2009年起设有军事博物馆。
- 圣安德肋堂（Iglesia de San Andrés），在其墓穴中有60具婴儿、公爵、修女等人的木乃伊，保存状态良好，对游客开放。
- 巴布马杜姆门（Puerta Bab al-Mardum），建于10世纪，托莱多最古老的城门。
- 老比萨格拉门（Puerta de Bisagra），建于10世纪，安达卢斯时期该市的主要入口，又名阿方索六世门（Puerta de Alfonso VI）。
- 太阳门（Puerta del Sol），由医院骑士团建于14世纪。
- 新比萨格拉门（Puerta de Bisagra Nueva），建于16世纪，今日该市的主要入口。
- 坎布隆门（Puerta del Cambrón），建于穆斯林时期，16世纪重建
- 圣罗曼教堂（Iglesia de San Román），现为西哥特艺术博物馆（Museo de Arte Visigótico）。
- 维加基督隐修院（Ermita del Cristo de la Vega），穆得哈尔风格(11世纪).
- 阿尔坎塔拉桥（Puente de Alcántara），罗马古桥，跨塔霍河。
- 圣马丁桥（Puente de San Martín），中世纪古桥，跨塔霍河。

## 友好城市
- 美国 俄亥俄州 托莱多（1931）[5]
- 日本 奈良市（1972）[5]
- 法國 阿让（1973）[6]
- 墨西哥 瓜纳华托（1978）[5]
- 以色列 采法特（1981）[5]
- 保加利亚 大特尔诺沃（1983）[5]
- 德国 亚琛（1984）[5]
- 叙利亚 大马士革（1994）[5]
- 古巴 哈瓦那（2006）[5]
- 希腊 伊拉克利翁[7]

## 著名人物
- 奥斯特拉西亚的布伦希尔德（543年-613年）：西哥特王国公主，奥斯特拉西亚王西吉貝爾特一世的王妃。[8]
- 桑乔三世（1134年－1158年）：卡斯蒂利亚王国国王（1157年－1158年在位）。[9]
- 費爾南多二世（1137年－1188年）：莱昂及加利西亚国王。[10]
- 阿方索十世（1221年－1284年）：卡斯蒂利亚王国国王、莱昂王国国王和加利西亚王国国王。[11]
- 卢卡斯·瓦斯克斯·德·艾利翁（1478年－1526年）：探险家。[12]
- 胡安娜一世（1479年－1555年）：卡斯蒂利亚王国、亚拉冈王国等国女王。[13]
- 佩德罗·马丘卡（约1490年—1550年）：建筑师，画家。[14]
- 加尔西拉索·德·拉·维加（1501年－1536年）：诗人。[12]
- 胡安·冈萨雷斯·德·门多萨（1540年－1617年）：奥斯定会传教士。[15]
- 胡安·安東尼奧·比亞加亞斯（1922年－2001年）：西班牙诗人，散文家，评论家。
- 費利西亞諾·洛佩斯（1981年-）：职业网球运动员。
- 路易斯·恩里克·佩纳尔弗（1996年-）：男子职业羽毛球运动员。[16]

## 图集

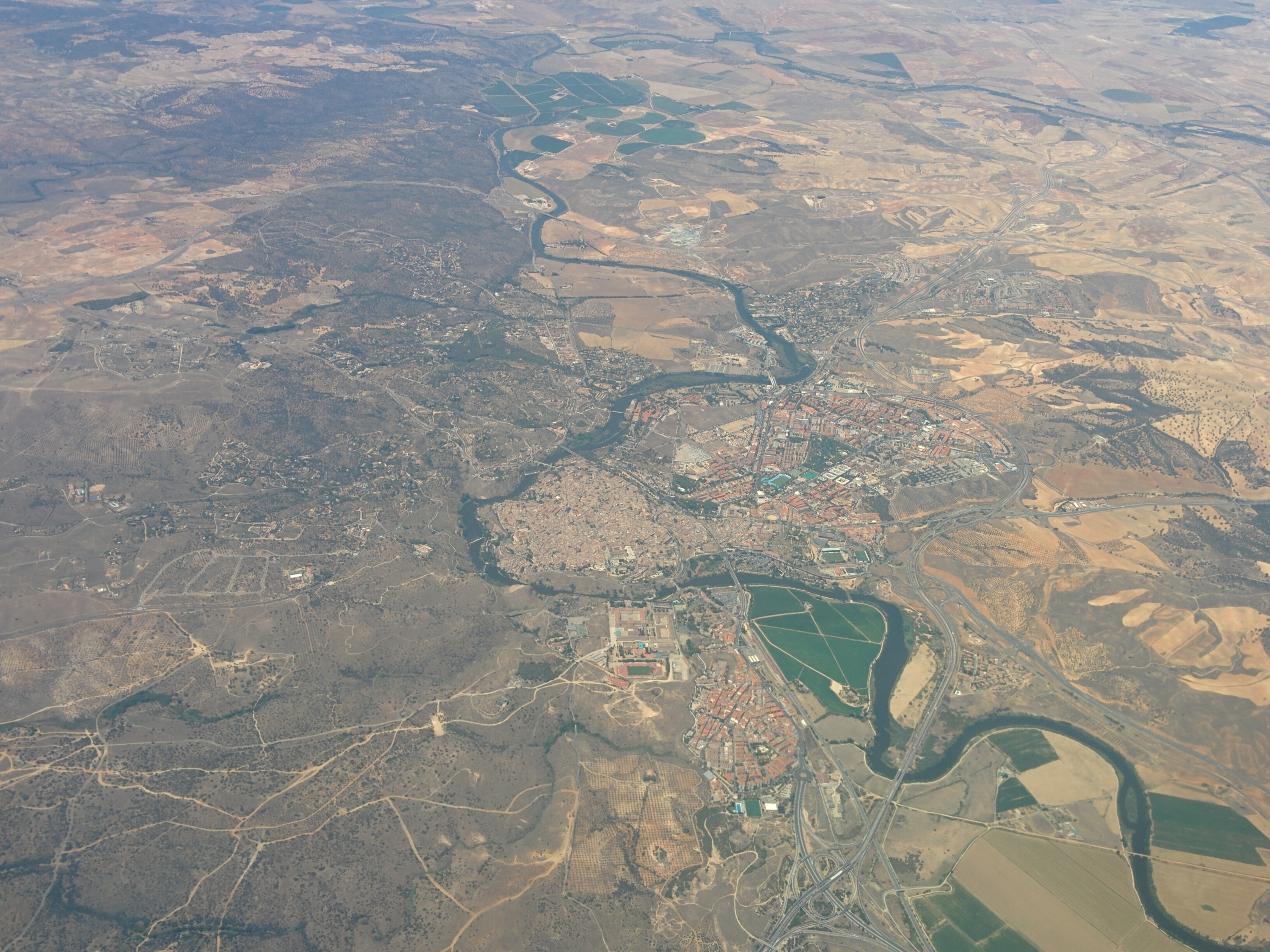
航拍图
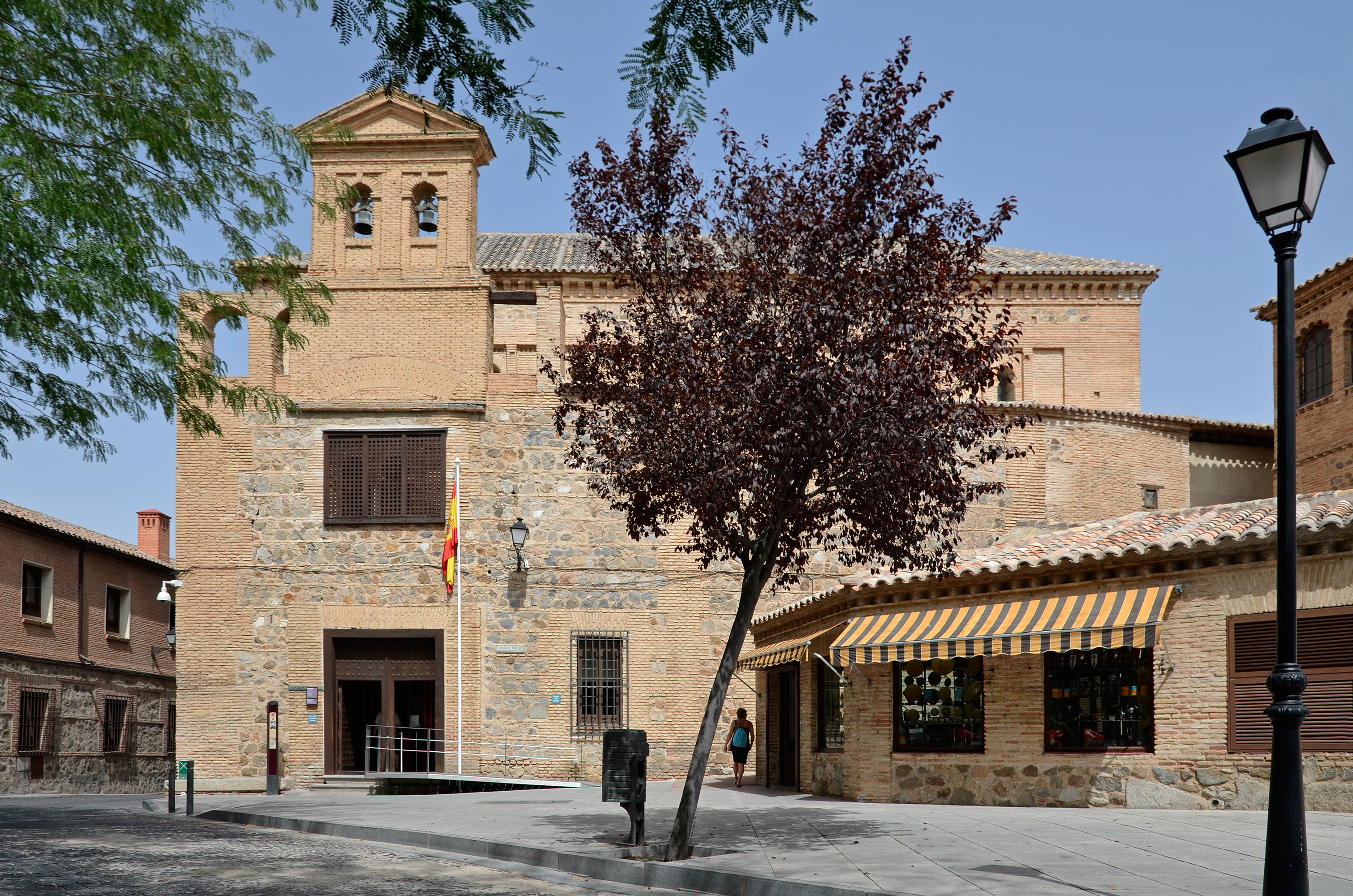
圣母升天犹太教堂
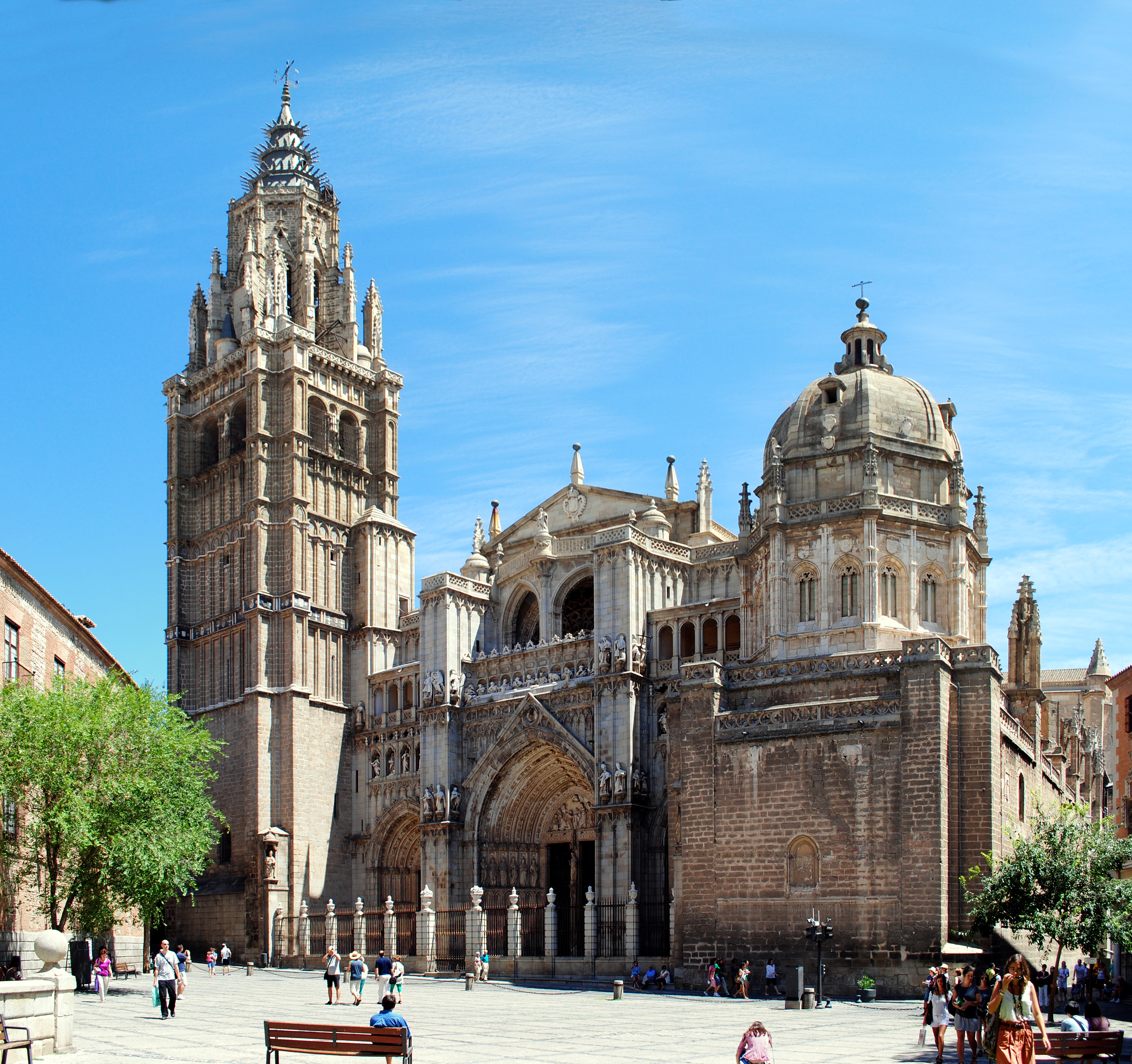
托莱多主教座堂
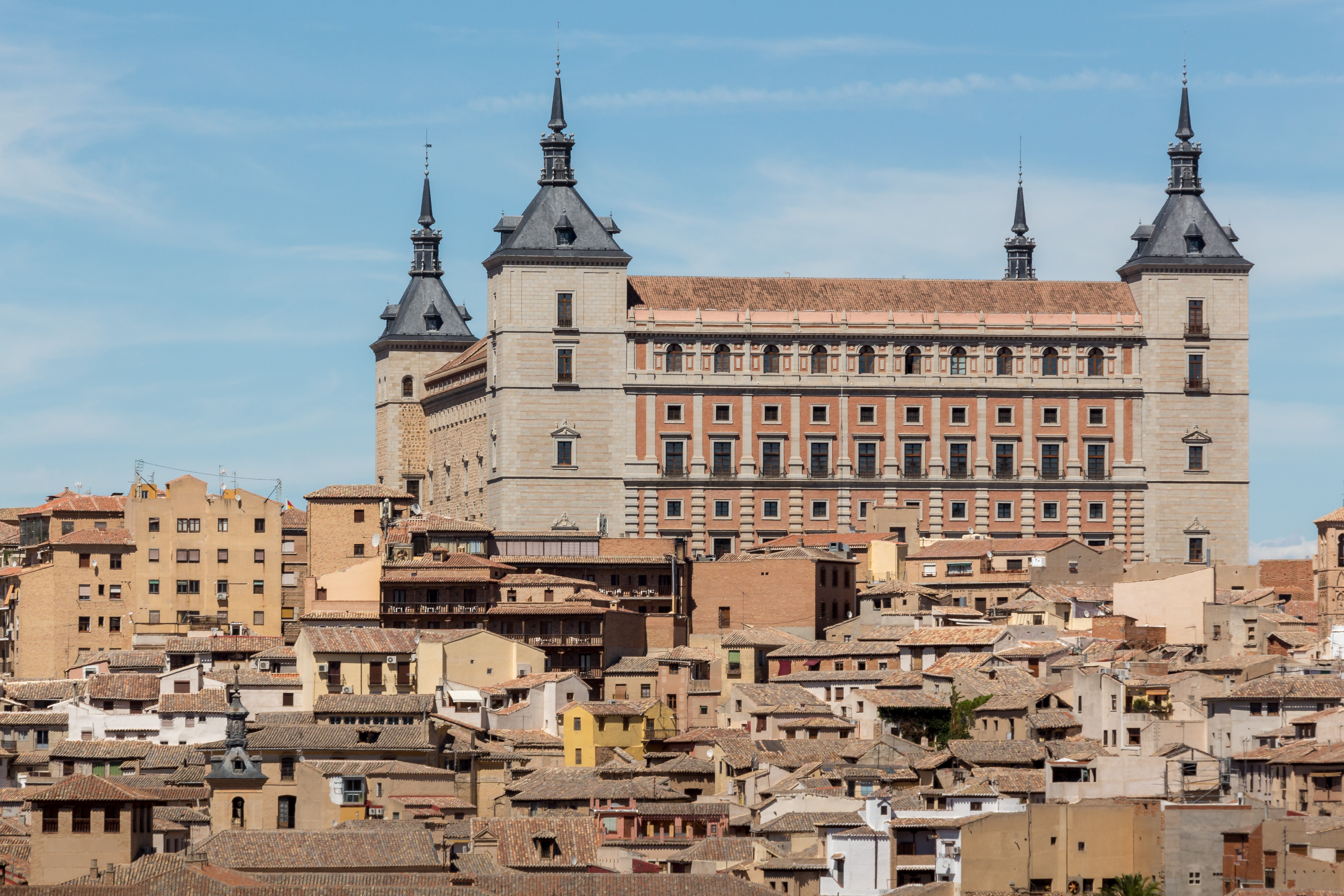
托莱多城堡
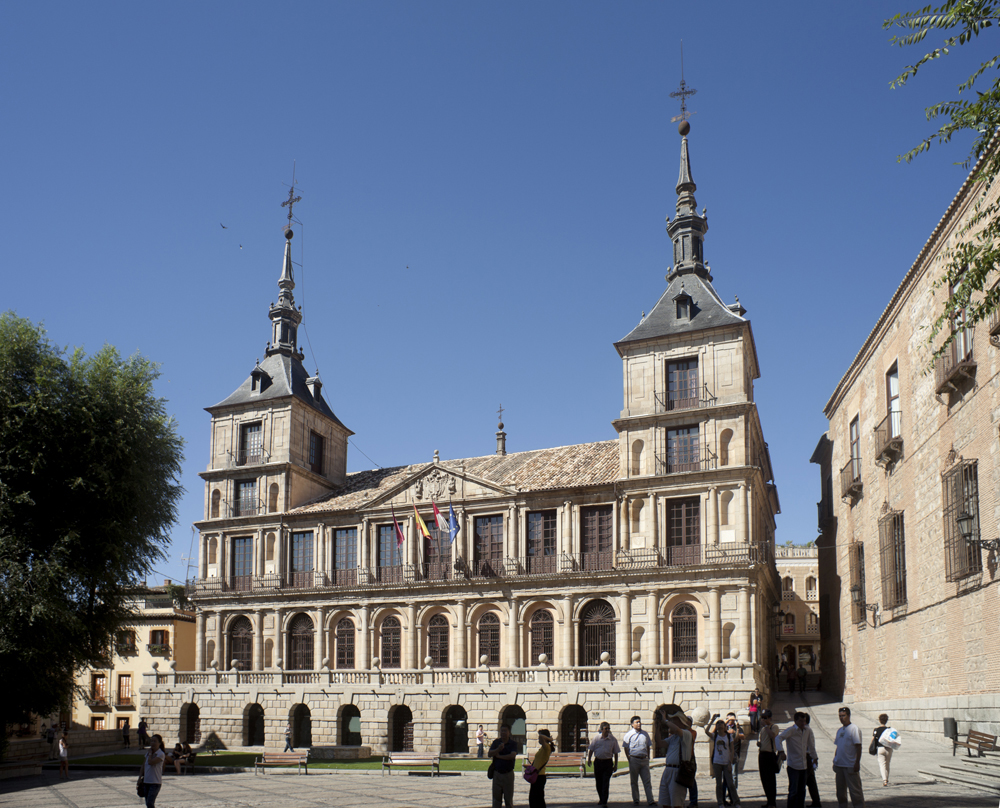
市政厅
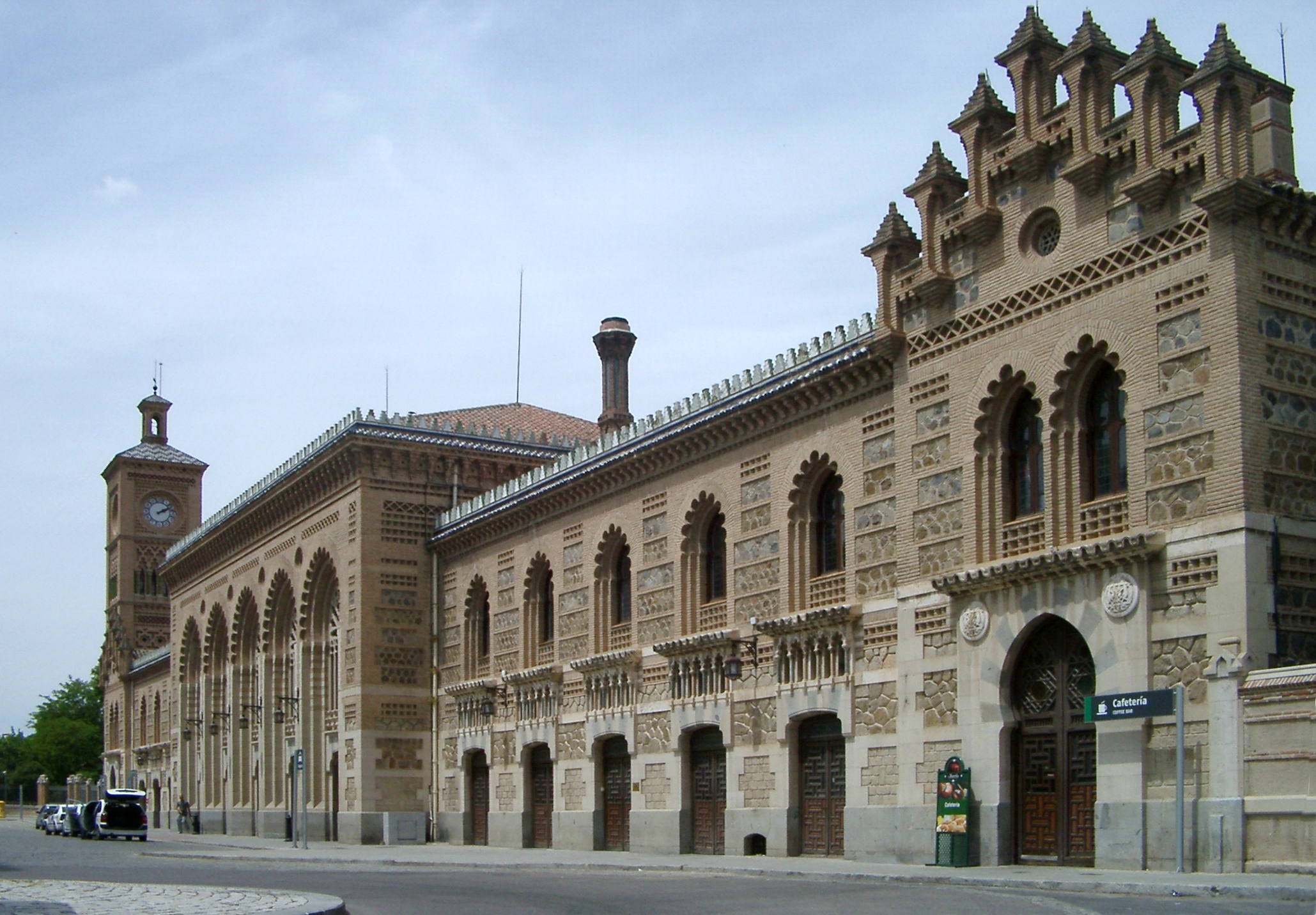
托莱多火车站
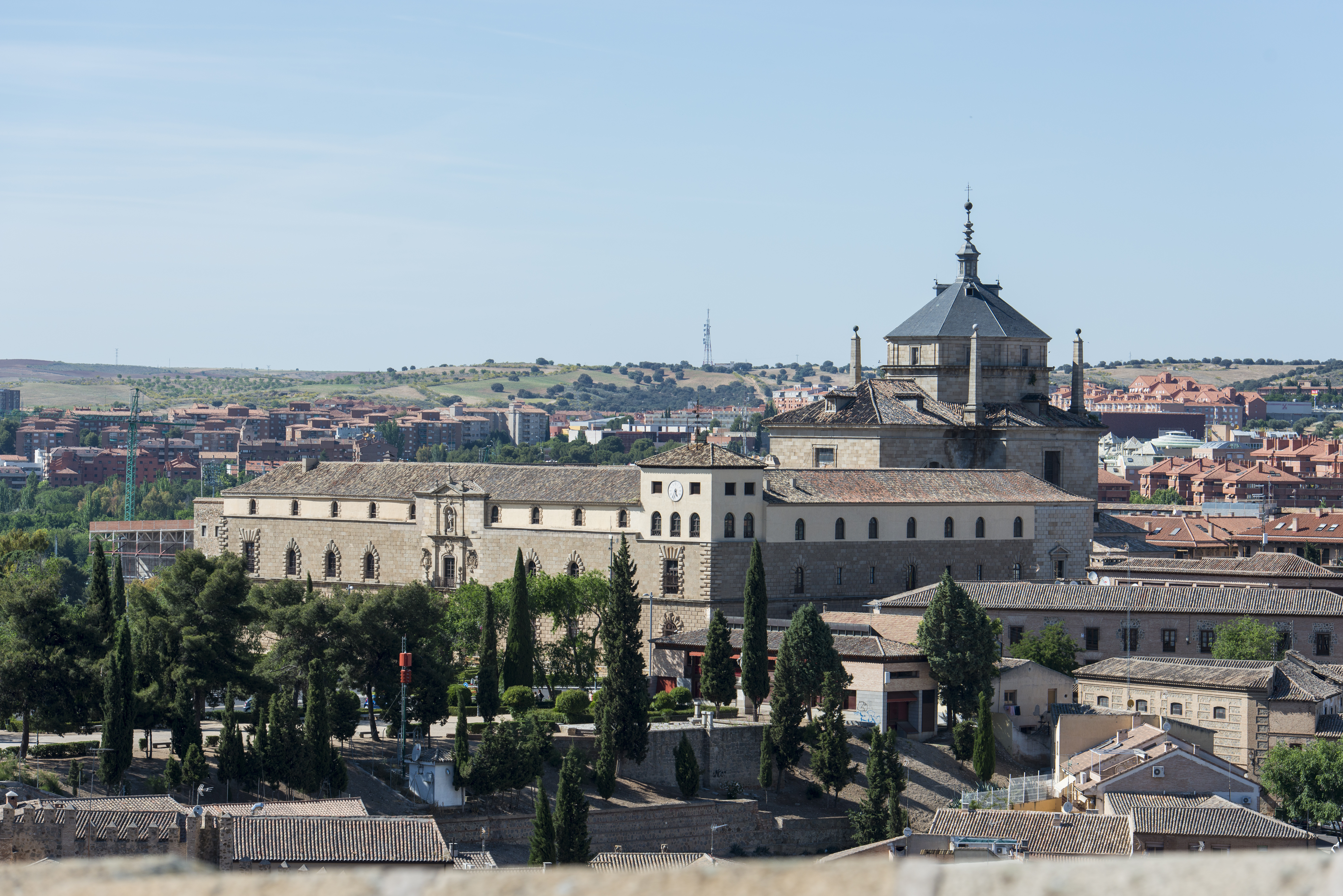
医院
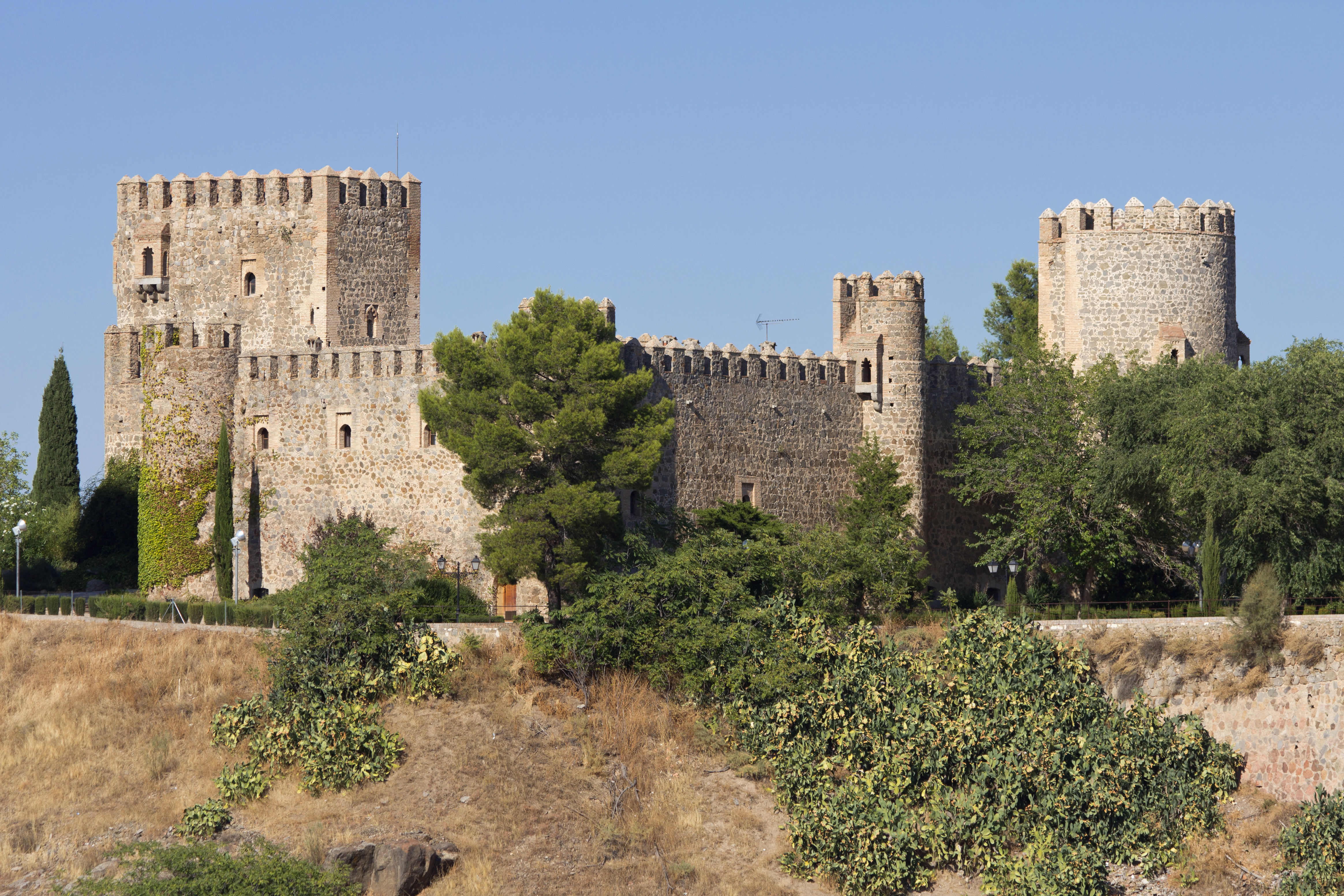
古城墙

## 外部連結
- 托莱多的传说 （页面存档备份，存于）

Template:托莱多地标